# Wilhelm Widemann

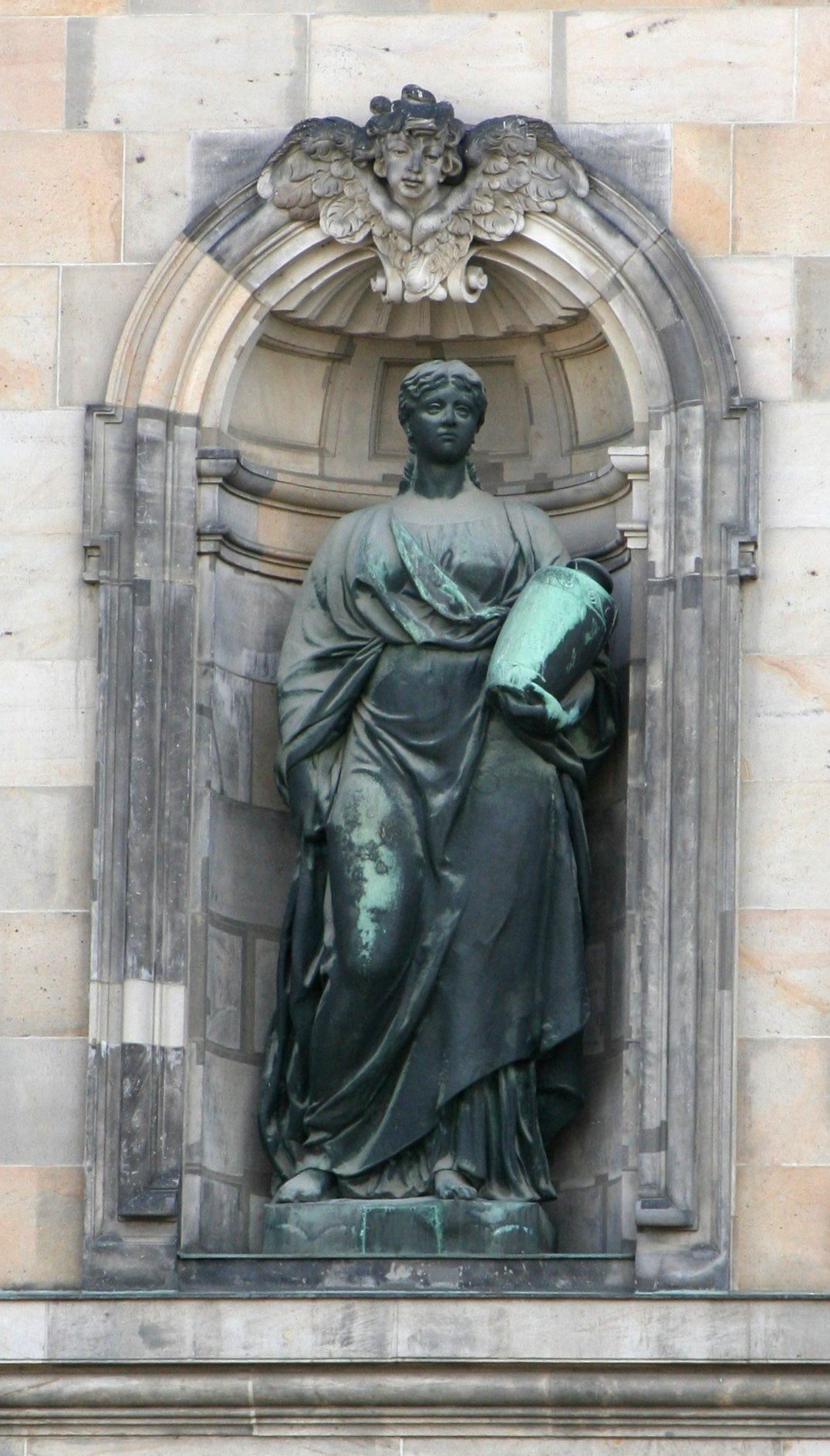
Allegorie einer Herrschertugend an der Nordfassade des Berliner Doms

Wilhelm Widemann (* 28. Oktober 1856 in Schwäbisch Gmünd; † 4. September 1915 in Charlottenburg) war ein deutscher Bildhauer, Metallplastiker und Medailleur.

## Leben
Wilhelm Widemann wurde am 28. Oktober 1856 in Schwäbisch Gmünd geboren. Nach einer Goldschmiedelehre erhielt er von 1875 bis 1877 eine Gehilfenstelle bei Ferdinand von Miller an der Königlichen Erzgießerei in München. An diese Tätigkeit schloss sich in den Jahren 1877 bis 1883 ein Aufenthalt in Rom an. Von 1884 bis 1891 lehrte Widemann im Fach Ziselierarbeiten an der Kunstgewerbeschule Frankfurt am Main. Ab 1891 lebte und arbeitete er in Berlin.
Widemann führte Bauplastiken an verschiedenen öffentlichen Bauten in Berlin aus. Daneben entwarf er Figuren für die Königliche Porzellan-Manufaktur Berlin und für das Kronprinzensilber, ein Geschenk der preußischen Städte zur Hochzeit des Kronprinzen Wilhelm mit Cecilie von Mecklenburg-Schwerin.

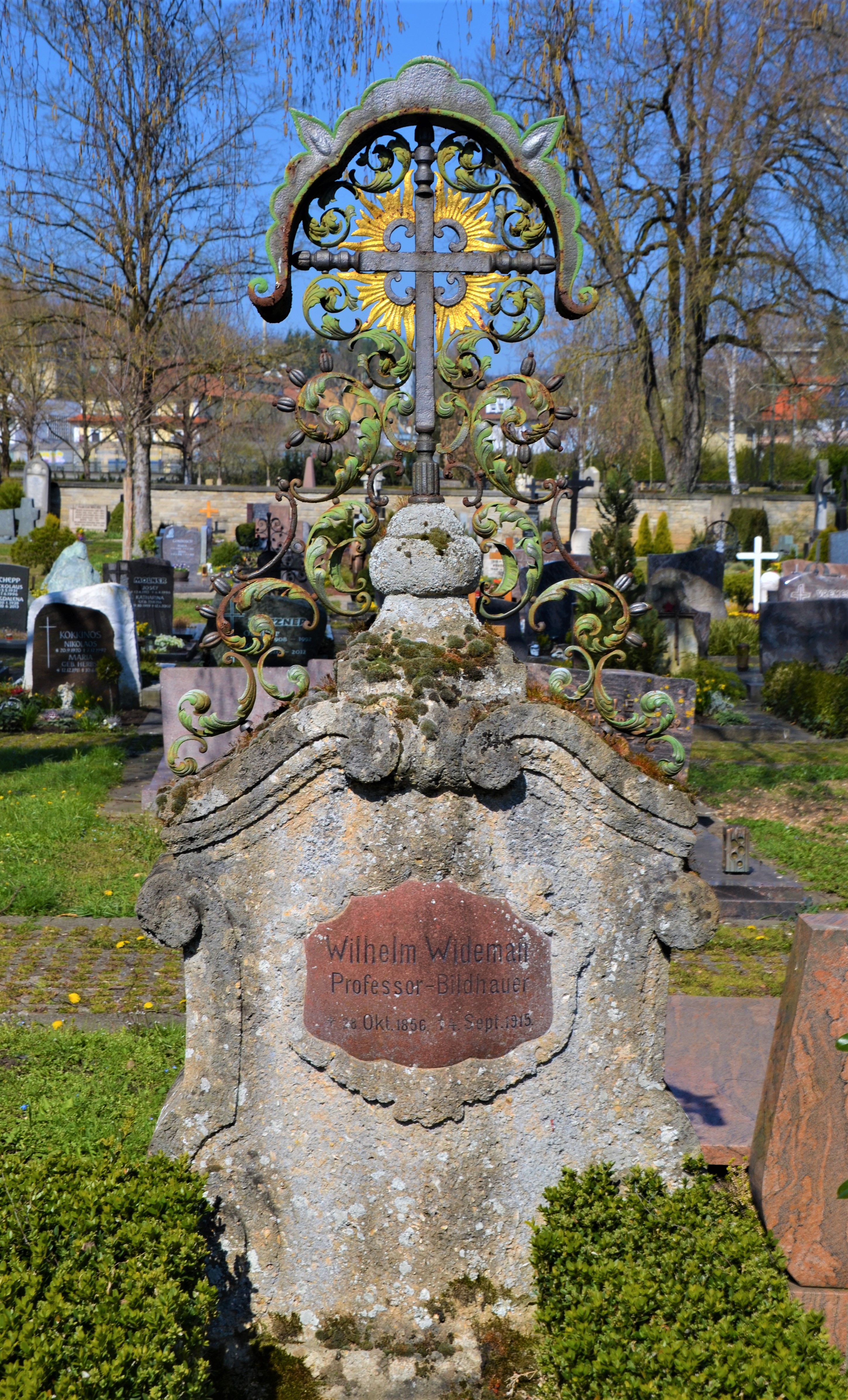
Grabmal auf dem Leonhardsfriedhof in Schwäbisch Gmünd

Wilhelm Widemann wurde 1904 mit der Ehrenbürgerwürde seiner Geburtsstadt Schwäbisch Gmünd ausgezeichnet. Er starb am 4. September 1915 in seiner Wohnung in der Uhlandstraße 28 in Charlottenburg. Sein Grab befindet sich auf dem Leonhardsfriedhof in Schwäbisch Gmünd.

## Werke
- (gemeinsam mit Josef Rauch) Allegorien der Bürgertugenden am Alten Stadthaus in Berlin
- (mit Walter Schott, Max Baumbach und Gerhard Janensch) Allegorien der Herrschertugenden (Tapferkeit, Mäßigung, Gerechtigkeit, Gnade, Wahrheit, Weisheit) an der Denkmalkirche des Berliner Doms (seit dem Abriss der Denkmalkirche 1975/1976 an der neugestalteten Nordfront)
- Engel-Skulptur aus Kupfer auf der Kuppel des Berliner Doms in Berlin
- 1897–1904: Allegorien der Künste und berühmter Kunststädte am Kaiser-Friedrich-Museum (Bodemuseum) in Berlin
- 1898: Zweikaiserdenkmal (Kaiser Friedrich und Kaiser Wilhelm I.) in Guben
- 1900–1904: Beteiligung an der Bauplastik des Palais des Reichstagspräsidenten in Berlin
- 1904–1905: Mitarbeit am Kronprinzensilber
- 1906: Figurengruppe Religion und Gerechtigkeit im monumentalen Treppenhaus des Kriminalgerichts Moabit in Berlin[4]
- 1907 wurden verschiedene Plaketten von Widemann auf der Großen Berliner Kunstausstellung gezeigt.[5]

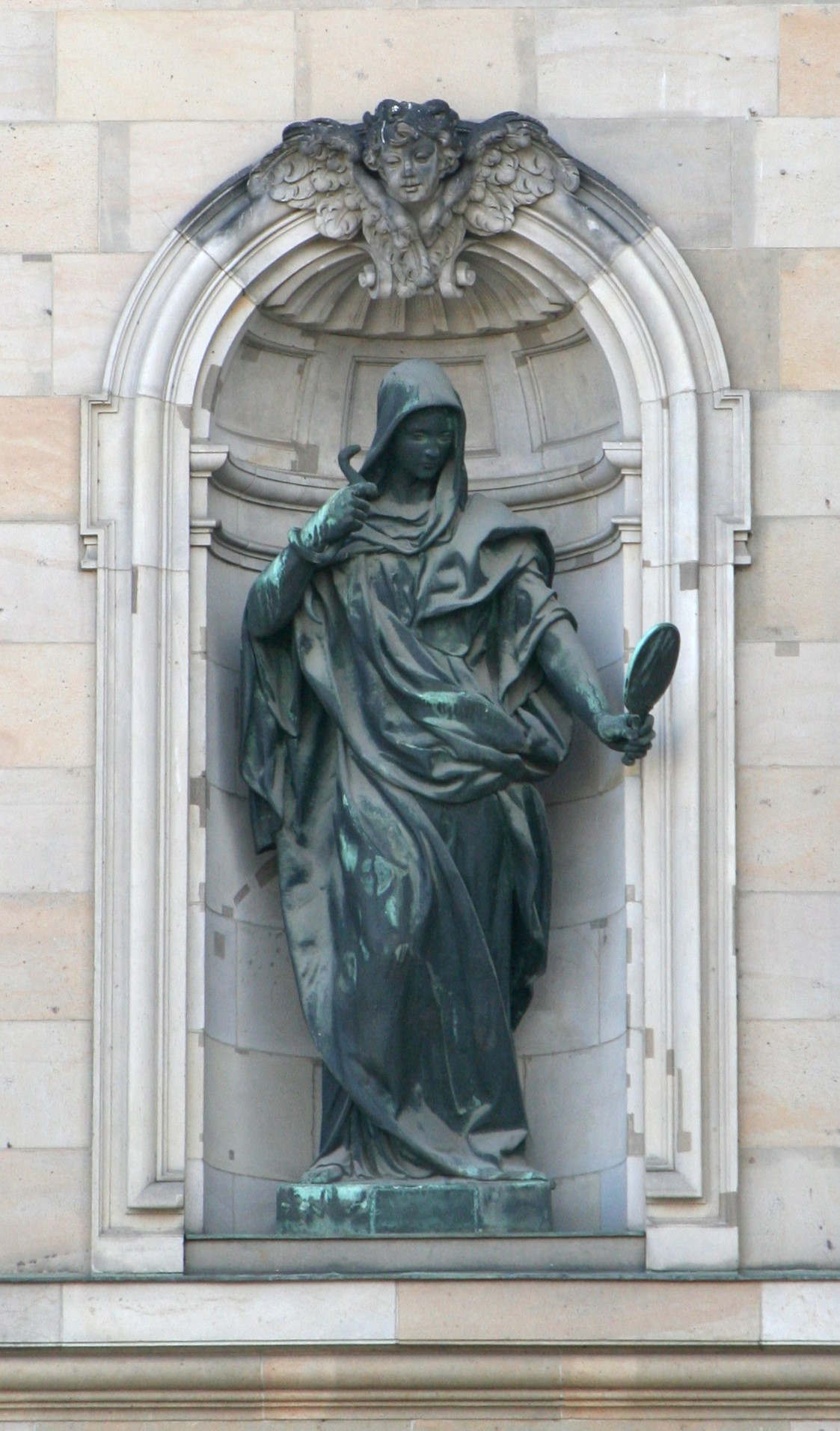
Allegorie einer Herrschertugend (Nordfassade Berliner Dom)
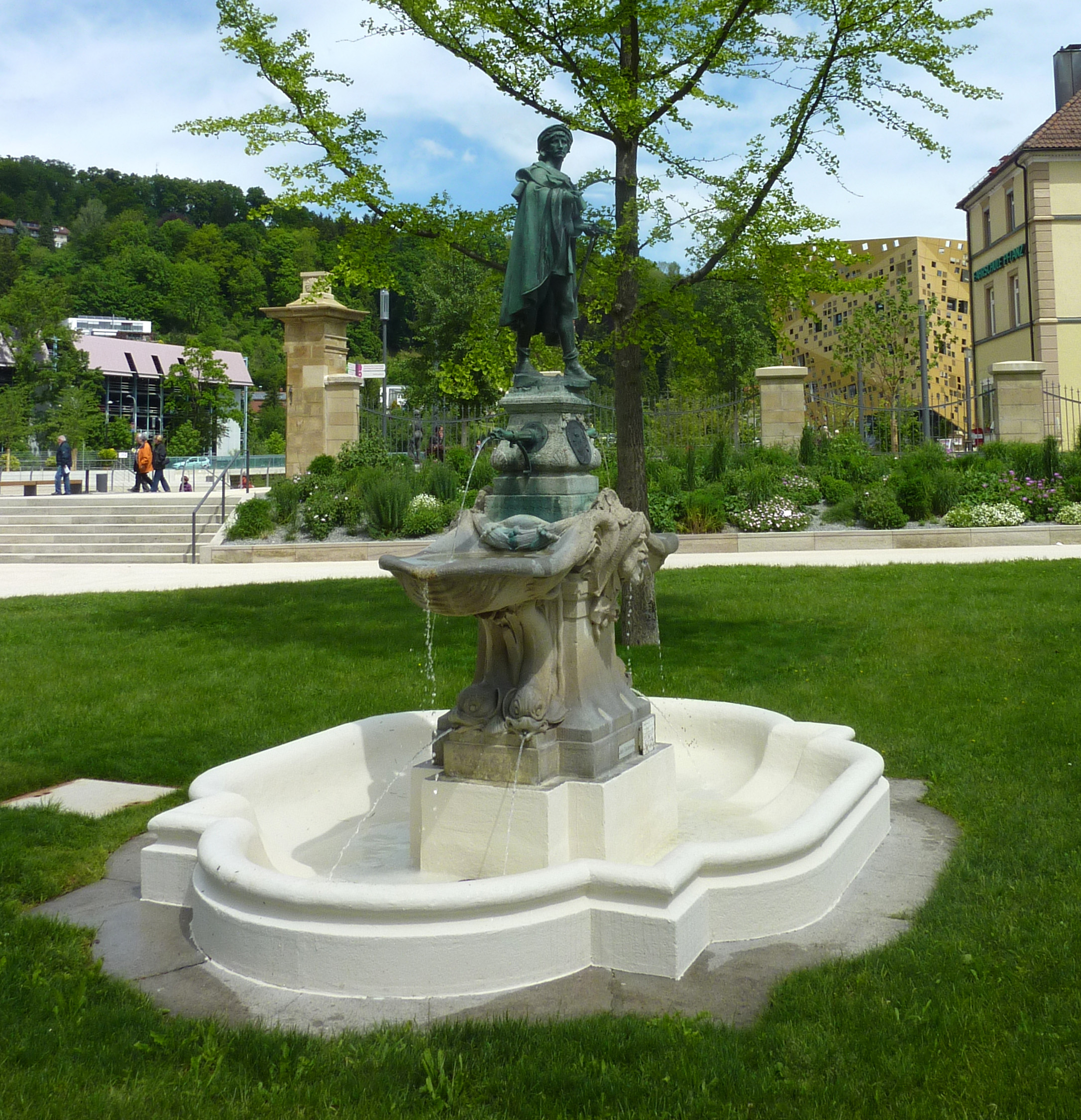
Geigerbrunnen im Stadtgarten in Schwäbisch Gmünd (1906)
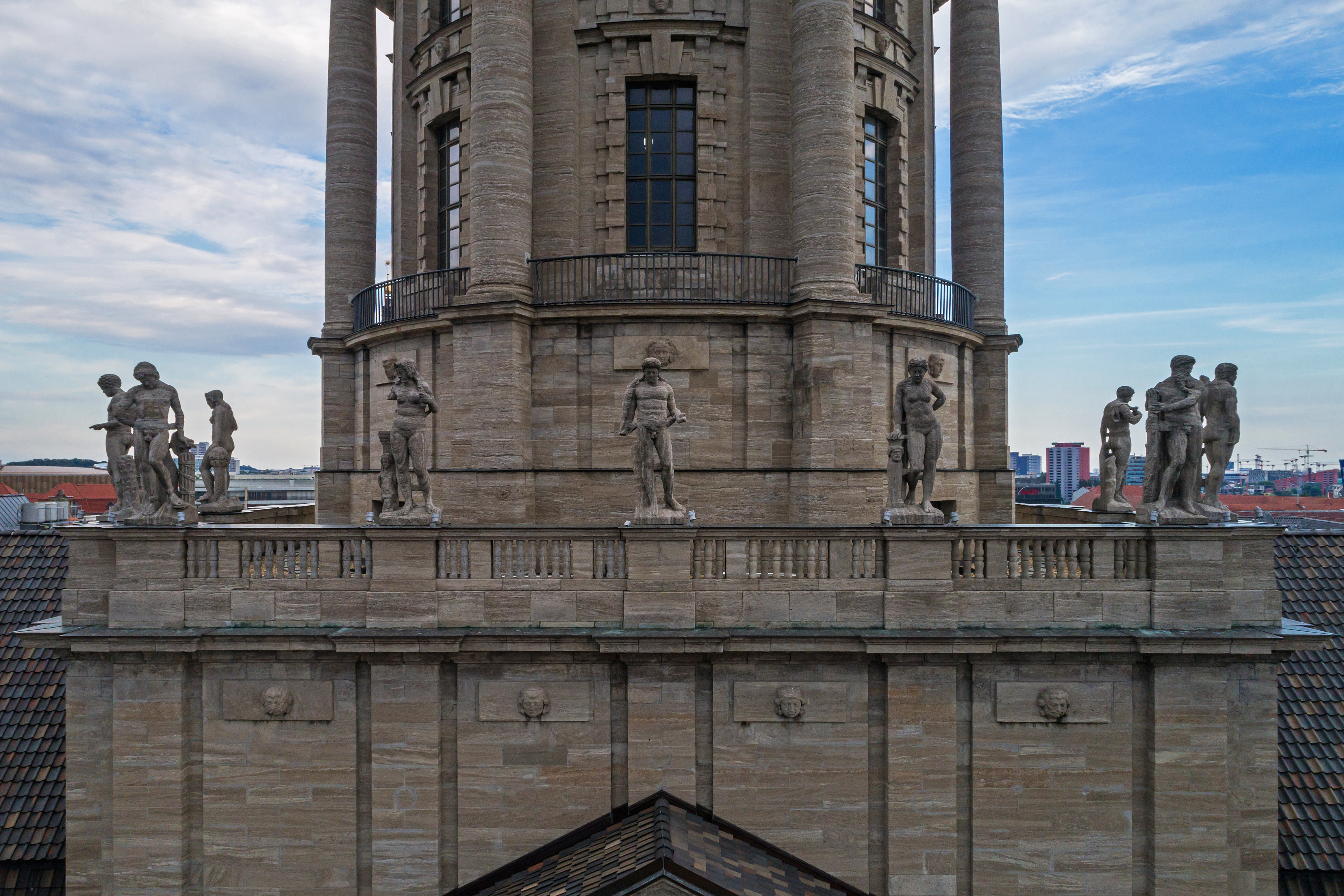
Altes Stadthaus Berlin